# 課長

ドイツ連邦省庁の各課（Referat）の構成図

課長（かちょう）とは、課の責任者を指す呼称である。官職ないし役職としては中間管理職に相当し、一般的には部長、次長に次ぐ職位であり係長ないし班長よりも上席にあたる者をいう。また、官公庁では課長の下に課長補佐あるいは課長代理を置くところもある。

## 概要
所掌する業務の名称を頭につけることにより営業課長、経理課長、総務課長といった用い方をする。また、課長の下にその職務を補佐する役職として「課長補佐」あるいは「課長代理」「副課長」、ごくまれに「課次長」の職務が設けられていることもある。
課の規模は、その組織によって数名から百名近くまでまちまちである。特に、官公庁の本省（庁）では、課員の人数が民間企業に比べて多くなる傾向にある。そのため、官公庁では直接の事業責任者といえば、課長以上ではなく、課長補佐クラスを指すことが多い。
このほか、組織によっては「専任課長」「課長待遇」などの職務も存在し、残業手当抑制のためにある程度の年齢になれば自動的に与えられることもある。この場合、大体が「総務部付課長」や「経理部課長待遇」などが異動の辞令で記載される。係長職を設けていない会社ほどこの傾向は強い。
JRグループ各社では、組織の中に「部品科」など、「課」の代わりに「科」の文字を採用している部署もある。「科」の長は「科長」と表記される。

### 中央省庁における位置づけ
中央省庁の本省課長は、民間企業でいうところの部長にあたると一般に認識されている。その地位は大企業の部長以上に相当し、「高級官僚」は本省課長以上のことを指す。本省課長は膨大な予算や業界を所管し、通達や行政指導は担当課長名で発出されることも多く、中央省庁の課長の地位は民間企業のそれと比べ大きな懸隔があり、地位が高いと見なされる。中央省庁の組織構造は一般的に、部長が置かれず、最高幹部の一員である局長の下に課長が直属する形である。局長は民間企業で言うところの常務取締役から専務取締役に、局次長級の大臣官房審議官は執行役員に相当する。そのため、中央省庁の課長は執行役員一歩手前のポジションにあたる。ただし、官房三課長などの枢要な課の課長や、局の筆頭課長などはその重要性や職責から民間企業で言うところの執行役員に相当する場合もある。
日本の警察官の階級に換算すると、おおむね警視長に相当する。警察庁内部部局の課長級官吏たる警視長は、中小規模県警察の本部長に就任する例が多い。
中央省庁（地方支分部局を除く）における課長職は、いわゆるキャリアが就くことがほとんどである。
人事院が定義づけている課長は、構成員10名以上の長または2係以上の係を統括する責任者としている。「人事課採用係」など、課の下に係が存在し、一般的には係長の上司である。
※ 実際には課長と係長の間に室長級（室長、企画官、監理官など）や課長補佐級（課長補佐、室長補佐など）の職員が多数在籍することが多く、係長はプレイングマネージャー的な存在で係の実質的なトップ（係長の上司）は課長補佐、という場合が多い。中央官庁においては、地方支分部局の課長級（＝1ランク上の職位、任命権者が中央官庁の長である者）に当たる課長補佐と、地方支分部局の課長補佐と同格（＝任命権者が地方支部分局の長である者）に当たる課長補佐が混在しており、係長は地方支分部局の係長と同ランクの職位であるため、中央官庁における課長と係長の格付けの差はかなり大きいものとなる。また室長級の職務命令権者は課長と同じ部次長とされている（＝室長級の上司は課長ではなく部次長扱い）が、実際は室長級職員が課内の中に配置され、日常業務など細部においては課長からの指揮命令を受けているというのが実情である。それゆえ同じ中央官庁の課長は民間に比べて相対的に地位が高く、係長との間に相当な懸隔があり、係長以上の役席を数十人束ねる例も珍しくない。中央官庁ではないが警視庁の捜査一課長などは係長以上40名近くを含め課員350人を統括している。これに対し、民間では係長のすぐ上が課長か、せいぜい副課長、課長代理が間に一人立つ程度の場合が多く、課員が三桁という例は滅多にない。
なお、○○課長と呼ばれる一般の課長の他に、参事官、○○官等と呼ばれる課長級分掌官も設置されている。
※参事官以外の課長級分掌官として、管理官、評価官などがある。ただし「○○官」がすべて課長級ということではない。課長級のほか次官級（省名審議官）、局長級（審議官、統括官など）、室長級（企画官など）、課長補佐級（専門官など）などの「○○官」もあり、それらの区別を判断するには設置根拠である政令・府省令の該当条項を確認することなどが必要となる。例えば、外務省の場合、外務報道官と国際報道官はともに大臣官房直下に置かれる役職であるが、前者が局長級で後者が課長級であることは役職名だけでは判断できない。外務省組織令あるいは公式ウェブサイト等を参照することが必要である。さらに同名であっても同格とは限らず、たとえば国土交通省大臣官房の調査官は課長級、会計検査院の調査官は課長補佐級、文部科学省の調査官は係長級といった具合である。

### 地方公共団体における位置づけ
（局長）、部長、次長に次ぐ地位であり、複数の係やグループ・班・担当などを統括する役職である。順調に昇進した場合でも課長に昇格するには入職後20年程度を要し、課長級に到達せずに定年を迎えるものも少なくない。
ライン課長のほかに、課長級のスタッフ職としては「副参事」、「○○（対策）監」、「○○（対策）幹」、「○○担当課長」などがある。
「○○（対策）監」「○○（対策）幹」は、国家公務員の職名の接尾辞に使用される「官」に代わる接尾辞として、同音の「監」「幹」などを当てて使用したものである（ただし、近年は、直接公権力を行使する立場にある職員等にあっては、地方公共団体であっても役職名に「官」を使用する場合が多数見受けられる）。
なお、これらの一部には部長級や局長級のものもある。
東京都・特別区においては、課長の上に「統括課長」という独立した職務の級が置かれ、課長の中でも重要かつ困難な業務を行うポストが統括課長級に指定されている。東京都・特別区では職名と別に職員の階級的な呼称である職層名が使用されるが、課長・統括課長とも職層名は副参事である。

### 民間企業における位置づけ
企業や組織形態によって、異なるが、一般的な認識では、役員、部長に次ぐ地位であることが多い。ただ、役所のように係や班といった下部組織を持つとは限らない。また、現場長的な色彩を持つケースも多く、役所の課長に比べ、人数が多いため、就任できる可能性は高いことが多い。逆に、官庁に比べると部長との懸隔が大きく、間に次長、副部長、部長代理などが設けられることが多い。また、官庁では課長の下に置かれるのが通例の室長も、部長待遇または同格として課長の上位に置かれることも多い。さらには巨大企業においては部長と役員の間に懸隔も大きく、本部長、統括本部長(本部長数人を統括)などと二階層が設けられて統括本部長でようやく理事ないし取締役というケースもある。こうした例においては課長は最末端の下級幹部にすぎず、最高幹部である局長に直属する中央官庁の課長とは大きな違いがある。
主な業務は現場の監督者という地位であるため、部下の業務のチェックや組織の統括が多い。他にも顧客や社外関係者に対して、担当者の上司として対応する。このような役割であるため、課長は業務に関して、部下を叱咤激励することが多く、サラリーマンを主人公とした漫画やドラマでは、「嫌味な奴」もしくは「身近な理解者」として描かれることが多い。

### 地位の位置づけ
同じ企業内の「課長」と称する役職でも必ずしも同格とは限らない。本社の課長と支社の課長で、名称は同じでも地位は全く異なるという企業は珍しくはない。そのような場合、単に名称だけで上下関係の比較はできない。
これは、官庁においても同じことが言え、例えば地方出先機関・府県単位機関における課長は管区機関の課長補佐と同じであるし、管区機関の課長は本省の課長補佐と同じ格付けに相当する。
中央省庁や地方公共団体における課長補佐は、学歴を問わず一般的なノンキャリアの職員が到達する事の出来る最高の役職だとされる。

### 名称
本来、一つの課に「一人の課長」という体制が採られるべきだが、組織内の事情や他社との資本関係等の都合、同じ職制において「同格」と位置づけられた複数の課長が存在する組織もある。
課長と付く役職は多く、上記のように「課長補佐」「課長待遇」といったものが存在する。ほかにも「課長代理」「上席課長代理」「担当課長」「副課長」「課長心得」「統括課長補佐」等いろいろ存在する。
中央省庁では「課長」はかなり高い地位である。民間企業での地位はその企業によってさまざまである。従業員の多い大手、大企業においては数百人単位を統括する要職である一方で、中小企業では名称は課長と付いていても一作業職と同じような作業内容であったり、部下がおらずその課長自身が一番下だったりすることもある。
会社の風土・規模によって実際の立ち位置はことなり、零細企業では名前だけ「課長」と名乗っているものの実質的には平社員と同じというケースもある。

## 課長が題材である作品
- 課長島耕作
- おとぼけ課長
- 課長バカ一代
- 課長王子
- 課長サンの厄年
- コアラ課長
- 椿山課長の七日間
- ちょんまげ課長